# Häädemeeste (Fluss)
Der Häädemeeste-Fluss (estnisch Häädemeeste jõgi) ist ein Fluss im Süden des estnischen Landkreises Pärnumaa.
Der Häädemeeste-Fluss entspringt im westlichen Teil des Moors von Nigula. Er mündet im Dorf Häädemeeste in die Bucht von Riga in die Ostsee.
Der Fluss ist 18 km lang. Sein Einzugsgebiet umfasst 68 km².